# Giáo hoàng Anaclêtô
Giáo hoàng Anaclêtô (Latinh: Anacletus, phát âm: A-na-clê-tô hoặc Clê-tô) là Giám mục Rôma và là vị giáo hoàng thứ ba của Giáo hội Công giáo sau Thánh Phêrô và Thánh Linô. Triều đại Giáo hoàng của ông kéo dài trong khoảng năm 79 tới khi ông qua đời tại Roma, vào năm 88.

## Tên gọi
Về tên gọi của ông, sau nhiều thế kỷ tranh luận, người ta không biết chắc chắn ông là "Cletus", "Anacletus" hay "Anencletus". Tuy nhiên, sự tồn tại của một nhân vật tên Anacletus (còn gọi tắt là Cletus) đã từng làm giáo hoàng và tử đạo trong cuộc bách hại của Domitianus khoảng năm 88-96 là hoàn toàn có thật. Giám mục của Caesarea, thánh Irenaeus Giám mục của Lyons, thánh Augustine của Hippo và Milev Optatus đều coi Anacletus và Cletus là cùng một người, nhưng không thống nhất về thứ tự các vị Giáo hoàng. Thánh Irenaeus liệt kê theo thứ tự: Linus, Anacletus và Clement. Nhưng Augustine và Optatus lại liệt kê: Clement, Linus, và Anacletus.
Thậm chí Quinto Settimio Fiorente Tertulliano (160 – 220) đã bỏ qua cả hai. Louis Duchesne (1843 – 1922) giải thích rằng Cletus đã được tách ra từ Anacletus. Cả Liber Pontificalis và Liberian Catalogue đều cho rằng Anacletus và Cletus là hai người khác nhau. Đầu tiên là một người Hy Lạp, và thứ hai là một người La Mã. Tên "Cletus" trong tiếng Hy Lạp cổ có nghĩa là "Một trong những người được gọi"(One who has been called), còn "Anacletus" có nghĩa là "Một trong những người được gọi trở lại" (One who has been called back). Niên giám thống kê năm 1947 (Pontifical Yearbook 1947) đã đồng nhất hai tên Giáo hoàng Anacletus và Cletus, theo Liber Pontificalis (Tiểu sử các Giáo hoàng) coi Anacletus là kế nhiệm Giáo hoàng Linô.

## Nhiệm kỳ giáo hoàng
Theo truyền thống, Cletus hoặc Anacletus được nói đến là một người Roma và thời gian tại vị kéo dài khoảng 12 năm. Tuy nhiên không có sự đồng nhất về thời gian bắt đầu và kết thúc triều đại của ông. Theo Niên giám tòa thánh năm 2003 thì ông đắc cử năm 76 và tử đạo năm 88. Niên giám 1861 dười thời Giáo hoàng Piô IX thì ông đắc cử năm 78. Theo Niên giám thống kê 2008 Pontifical Yearbook 2008 (Libreria Editrice Vaticana) Giáo hoàng Anacletus (hoặc Cletus) đã ở ngôi trong khoảng thời gian từ năm 80 - 92. Các nguồn khác cho rằng từ 77 đến 88.
Theo Liber Pontificalis thì ông đã được sinh ra tại Athens, Hy Lạp, con trai của Antiochus. Ông đã sống dưới thời của Hoàng đế Titus Flavius Vespasian, Titus và Domitian. Ông đã ấn định những quy tắc thánh hiến các Giám mục, ban hành các quy tắc về y phục giáo sĩ. Trong vùng Vatican, gần mộ Thánh Phêrô, ông cho xây một nguyện đường để an táng các vị tử đạo. Dưới thời cai trị của ông, Hội Thánh bị bách hại rất gay gắt ở Rôma.

## Tử đạo và mừng lễ
Truyền thống cho rằng ông đã tử đạo năm 88. Tuy nhiên không có ghi chép gì về các cuộc bách hại đạo trong thời kỳ này, chỉ có cuộc bách hại vào khoảng năm 95, dưới thời Hoàng đế Domitianus (Domitiano). Ông được chôn cất tại Vatican cùng với hai vị Giáo hoàng tiền nhiệm là Thánh Phêrô và Thánh Linô.
Trước đây, lịch các ngày lễ dùng ngày 26 tháng tư để kính thánh Cletus, cùng với thánh Marcellinus, và ngày 13 tháng 7 để kính thánh Anacletus. Vào năm 1960, Giáo hoàng Gioan XXIII, trong khi vẫn giữ ngày lễ kính 26 tháng 4 đã loại bỏ ngày 13 tháng 7. "Ngày kính thánh Anacletus được chuyển sang ngày 26 tháng 4, theo đúng tên là Cletus" (Rubricarum instructum). Nhưng ngày 26 tháng 4 cũng được loại bỏ khỏi lịch lễ Rôma từ năm 1969.